# Stormen Gorm

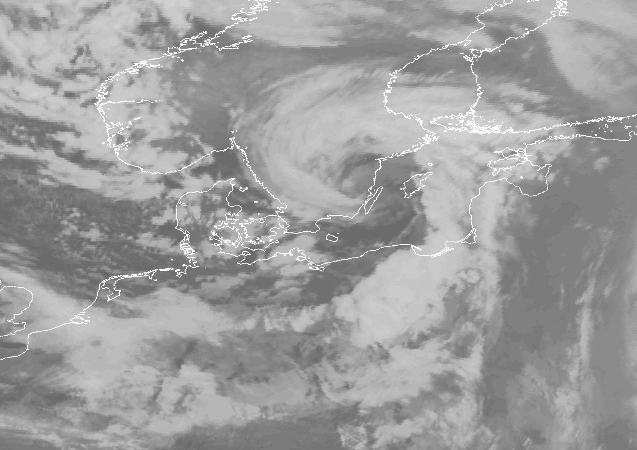
IR satellitbild av Gorm 30 november 2015

Stormen Gorm var ett oväder som drog in över Skåne och Danmark natten mellan den 29 november och 30 november 2015.  
I stora delar av södra Sverige uppmätte SMHI vindar av orkanstyrka. SMHI rapporterar också att Gorm satte nya vindhastighetsrekord på Ölands södra udde med 27,5 m/s något som antas hända igen först om 50 år. I Helsingborg uppmättes också vindhastigheter som överträffade den som var under Orkanen Gudrun som lamslog södra Sverige 2005.
Uppmätta vindstyrkor (m/s i kasten)
- Ölands södra udde: 38,0 m/s
- Hanö: 39,0 m/s
- Helsingborg: 36,4 m/s
- Kullens fyr 41,1 m/s

## Skador och konsekvenser
I Sverige fick Öresundsbron stänga på söndagkvällen vilket orsakade stora förseningar för både bil och tågtrafik. Det rapporterades också om skador på husfasader och tak som lossnat. Antalet träd som fallit på grund av stormen är okänt. Totalt blev 50 000 elabonnenter utan el på grund av stormen. 
I Danmark, där stormen först träffade, orsakade den än större skador. Tågtrafik fick ställas in och de flesta stora broar fick stänga. En fotbollsmatch i danska toppligan fick ställas in. En 74-årig man hittades livlös på Själland efter att ha gått ut i stormen. 